# آدام بوچر
آدام بوچر (انگلیسی: Adam Butcher؛ زادهٔ ۲۰ اکتبر ۱۹۸۸) یک هنرپیشه اهل کانادا است.